# Itamboleo
Itamboleo ist ein Bezirk (Ward) des Distriktes Mbarali in der tansanischen Region Mbeya.

## Geografie
Itamboleo liegt im Südwesten von Tansania, er grenzt im Süden an die Region Njombe. Der Bezirk ist 364,9 Quadratkilometer groß, bei der Volkszählung 2022 lebten 17.263 Menschen in 4502 Haushalten.

## Gliederung
Der Bezirk besteht aus vier Gemeinden (Mtaa) mit 24 Orten (Kitongoji):
| Matebete - Msanga - Mapangala - Malenga makali - Madungulu - Matebete | Itamboleo - Tambukaleli - Majombe A - Majombe B - Itambo mjini - Mtakuja - Muungano - Mapunga | Kapunga - Site one - Matoleo - Ofisini - Lwanjiri - Mapogoro - Mkanada - Tambarare | Mbalino - Kanisani - Mabatini - Magangani - Ilambitali - Mbuyuni |

## Wirtschaft und Infrastruktur
- Landwirtschaft: Von den 770 Landwirten sind ein Drittel Frauen und zwei Drittel Männer. Sie bauen hauptsächlich Reis, Mais, Erdnüsse, Bohnen und Maniok an. An Nutztieren werden überwiegend Rinder und Ziegen gehalten.[6]
- Bildung: Im Bezirk gibt es fünf Grundschulen und zwei weiterführende Schulen, eine in Itamboleo und eine in Kapunga.[6]
- Gesundheit: Für die medizinische Betreuung der Bevölkerung stehen zwei Apotheken zur Verfügung. Sowohl die in Itamboleo als auch die in Kapunga werden staatlich betrieben.[7][8]

## Sonstiges
Die Pfarrei Ebersdorf-Großgarnstadt in Bayern unterhält eine Partnerschaft mit Itamboleo.